# Irreplaceable
«Irreplaceable» (с англ. — «Незаменимый») — песня американской R&B-певицы Бейонсе Ноулз. Песня написана Ноулз, Ne-Yo, Тором Эриком Хермансеном, Миккелем С. Эриксеном, Espionage и спродюсирована Stargate и Ноулз для её второго альбома B'Day (2006).

## Информация о песне
После удачных синглов Бейонсе «Déjà Vu» и «Ring the Alarm», «Irreplaceable» был выпущен 5 декабря 2006 в США третьим синглом с альбома, и вторым синглом в большинстве других стран. «Irreplaceable» был успешен коммерчески и по мнению критиков, став вторым самым продаваемым синглом Ноулз в её карьере после «Crazy in Love» и самым успешным релизом с альбома B’Day. Сингл 10 недель подряд был в топе чарта Billboard Hot 100. «Irreplaceable» стал самым продаваемым американским синглом 2007 года и 25-й самой успешной песней 2000-х гг., согласно Billboard Hot 100 Songs of the Decade.
«Irreplaceable» был положительно оценён музыкальными критиками. Клип на сингл, в котором присутствует дебютное выступление всей женской группы Ноулз Suga Mama, заработал для Ноулз дополнительные награды. Rolling Stone поместил её на 60 место в списке «100 Лучших Песен 2000-х».

## Список композиций
| Australian maxi single 1. «Irreplaceable» (Album version) 2. «Déjà Vu» (Freemasons club mix) 3. «Déjà Vu» (Remix) UK CD Single 1. «Irreplaceable» (Album version) 2. «Ring the Alarm» (Freemasons club mix radio edit) U.S. CD single 1. «Irreplaceable» (Album version) 2. «Irreplaceable» (Instrumental version) | Irreemplazable EP 1. «Amor Gitano» (featuring Alejandro Fernández) 2. «Oye» («Listen» Spanish version) 3. «Irreemplazable» («Irreplaceable» Spanish version) 4. «Bello Embustero» («Beautiful Liar» Spanish version) 5. «Beautiful Liar» (Remix featuring Shakira) 6. «Beautiful Liar» (Spanglish version featuring Sasha a.k.a. Beyoncé) 7. «Irreemplazable» (Norteña remix) 8. «Get Me Bodied» (Timbaland remix featuring Voltio) |